# Pararistolochia preussii
Pararistolochia preussii är en piprankeväxtart som först beskrevs av Adolf Engler, och fick sitt nu gällande namn av Hutchinson & Dalziel. Pararistolochia preussii ingår i släktet Pararistolochia och familjen piprankeväxter. Inga underarter finns listade i Catalogue of Life.